# Ecco2K
Zak Arogundade Gaterud (23 de octubre de 1994), mejor conocido por el nombre artístico Ecco2K, es un cantante, diseñador, modelo, director y miembro de la Drain Gang de Hornstull, Estocolmo, británico-sueco. Conocido por su estilo de composición experimental e innovador, así como por su enfoque vocal andrógino, también ha sido reconocido por sus esfuerzos como director y diseñador en la marca Eytys, así como por su propia línea de productos g'LOSS.

## Arte
La música de Arogundade es una mezcla de música electrónica experimental, pop y rap, que a menudo presenta vocales y producción aventurera que está fuera de la norma para dichos géneros. Tanto en su trabajo musical como visual, Arogundade se enfoca en las emociones y el autodescubrimiento, presentados a través de la estética industrial y tecnológica.
El video musical para "Peroxide" fue filmado en el parque eólico de Lillgrund en la costa de Suecia.

## Vida personal
El padre de Ecco2K es Ben Arogundade, escritor y diseñador británico-nigeriano. Su bisabuelo paterno fue el rey del Reino Owu desde 1949 hasta 1972. Su madre es una maquilladora sueca. Arogundade nació en Londres y creció en el barrio Hornstull de Estocolmo desde los 2 años
Su padre le enseñó a usar software de edición gráfica a temprana edad, algo que él cita como el ímpetu de su trabajo creativo.
Arogundade comenzó su primera marca de ropa Alaska a la edad de 16 años
Arogundade es miembro del grupo musical Drain Gang con sede en Estocolmo junto con los raperos Bladee y Thaiboy Digital junto con los productores Whitearmor y Yung Sherman .
Junto con su frecuente colaborador Bladee, formó la banda punk Krossad en 2004, lanzando una demostración de once pistas en 2007, su último show conocido fue el 22 de febrero de 2008.

## Discografía

### Álbumes
- E (2019)[16]
- Crest (2022) (con Bladee )

### Proyectos Colaborativos
- GTBSG Compilation (2013) (con Thaiboy Digital, Bladee, Yung Lean, Black Kray, Whitearmor, Yung Sherman)
- D&G (2017) (con Bladee, Thaiboy Digital)
- Trash Island (2019) (con Bladee, Thaiboy Digital)

### EPs
- Crush Resist (CR_2015) (2015)
- PXE (2021)